# Moses Chikwe
Moses Chikwe (* 4. April 1967 in Uzoagba-Ikeduru, Nigeria) ist ein nigerianischer Geistlicher und römisch-katholischer Weihbischof in Owerri.

## Leben
Moses Chikwe empfing am 6. Juli 1996 das Sakrament der Priesterweihe. Am 17. Oktober 2019 von Papst Franziskus zum Titularbischof von Flumenzer ernannt, spendete ihm Erzbischof Anthony John Valentine Obinna am 12. Dezember 2019 die Bischofsweihe in der Maria Assumpta Cathedral in Owerri. Mitkonsekratoren waren die Bischöfe Lucius Iwejuru Ugorji aus dem Bistum Umuahia sowie Augustine Tochukwu Ukwuoma aus dem Bistum Orlu.
Am 27. Dezember 2020 wurde Bischof Chikwe und sein Chauffeur von unbekannten, bewaffneten Männern entführt, jedoch am 1. Januar 2021 wieder freigelassen. Papst Franziskus hatte am Neujahrstag beim Angelusgebet das Schicksal des Bischofs erwähnt und appelliert, die Entführten freizulassen.  Ob für seine erfolgte Freilassung ein Lösegeld gezahlt wurde, wird von der Polizei bestritten, die behauptete, er sei im Rahmen einer Rettungsaktion befreit worden.